# 甲奴インターチェンジ
甲奴インターチェンジ（こうぬインターチェンジ）は、広島県三次市にある尾道自動車道のインターチェンジである。

## 歴史
- 2014年（平成26年）11月11日：当ICの名称が「甲奴IC」で正式決定[1]。
- 2015年（平成27年）3月22日：世羅IC - 吉舎IC間開通に伴い、供用開始[2]。

## 接続する道路
- 直接接続
  - 広島県道424号甲奴インター線

## 料金所
- 国土交通省が管轄する無料区間の為、料金所は設置されていない。

## 隣
E54 尾道自動車道
(2) 世羅IC - (3) 甲奴IC - (4) 吉舎IC